# Triathalassothia argentina
Triathalassothia argentina is een straalvinnige vissensoort uit de familie van kikvorsvissen (Batrachoididae). De wetenschappelijke naam van de soort is voor het eerst geldig gepubliceerd in 1897 door Carlos Berg. De soort was aangetroffen aan de Atlantische kust van Argentinië bij Mar del Plata.